# Faut pas prendre les cons pour des gens
Faut pas prendre les cons pour des gens est une série de bande dessinée en cinq albums écrite par Emmanuel Reuzé, assisté par plusieurs co-scénaristes (Nicolas Rouhaud, Jorge Bernstein, Vincent Haudiquet) et publiée entre septembre 2019 et novembre 2024. La série traite par l'absurde les travers de la société occidentale, avec un humour souvent jugé proche de celui des Monty Python. Les deux premiers albums sont un succès commercial, avec plus de 250 000 exemplaires vendus.

## Genèse
Le premier tome de la série fait suite à une proposition d'Emmanuel Reuzé à Fluide glacial de recycler des planches imaginées 20 ans plus tôt, dont certaines parues dans la revue de BD trash Psikopat. Pour les scénarios, l'auteur, par ailleurs dessinateur et coloriste, se fait aider par Nicolas Rouhaud. Après un premier tirage ambitieux mais vite épuisé de 12 000 exemplaires, le tome premier s'avère être un succès commercial, et atteint les 200 000 exemplaires vendus deux ans plus tard.  Jorge Bernstein et Vincent Haudiquet rejoignent le duo initial pour proposer des gags ou des idées de scénario.

## Contenu
La série dénonce les travers de la société contemporaine française et de la mondialisation en forçant à grands coups d'humour noir le caractère ridicule de certaines situations.
Les thèmes abordés dans le premier tome sont l'argent, à travers la rationalisation des coûts dans les supermarchés ou le placement de slogans publicitaires lors de repas de famille, ou la reprise de faits divers tels que la censure du politiquement correct avec en résultat un exemplaire des Misérables réduit à sa plus simple expression, ou encore le sort d'un kamikaze musulman qui se suicide faute d'emploi…
Le deuxième tome reprend une partie de ces thématiques sur la pauvreté, le racisme, le sexisme , en y ajoutant le télétravail et son inévitable corollaire, les télévacances, les fermetures de lit à l'hôpital, les déambulateurs classés arme de seconde catégorie, ou la reconversion des robots au chômage chez Pôle emploi,.
Le troisième tome aborde le manque de ressources dans les écoles, les crèches et les EHPAD, le sort des SDF et celui des chômeurs, le traitement des immigrants, les abus des commerçants, ou la maltraitance des animaux, mais aussi le racisme au quotidien, les mesures gouvernementales ubuesques, les maisons connectées, les quotas policiers, la surpopulation carcérale, le rejet des plus pauvres. 
Chaque mini-scénario est généralement traité sur une planche : à partir d'une situation de départ assez banale, où chacun peut se reconnaître, la situation dérape grâce à une logique poussée jusqu'à l'absurde,.